# Rio Grande (község, Brazília)
Rio Grande egy község (município) Brazíliában, Rio Grande do Sul állam déli részén, a Lagoa dos Patos és az Atlanti-óceán közötti csatorna partján. Az állam legrégibb portugál települése és kikötője, egy időben az állam fővárosának szerepét is betöltötte. 2020-ban népességét 211 965 főre becsülték.

## Elnevezése
A 17–18. században a Guaíba-tó és a Lagoa dos Patos együttesét Rio Grandenak (nagy folyó) nevezték. Ezt a nevet átvette a kialakuló település, melyet kezdetben Rio Grande de São Pedronak hívtak (a São Pedro a Lagoa dos Patos és az óceán közötti csatorna neve volt). 1835-ben neve Rio Grandera rövidült.

## Története
A hely már jóval a portugál gyarmatosítás előtt megjelent egyes hollandus térképeken. 1720 körül érkeztek az első telepesek a környékre, São José do Norten keresztül; főként azori családok akik Rio de Janeiro és Laguna városaiból jöttek, alkalmas helyet keresve a szarvasmarhák legeltetésére. Velük együtt megkeresztelt indiánok is letelepedtek. 1736-ban egyházközséget alapítottak, 1737-ben pedig a későbbi Rio Grande területén megépítették a Jesus-Maria-José erődítményt, melyet kaszárnyaként használtak, körülötte pedig ugyanebben az évben település kezdett kialakulni. Ez az első portugál alapítású település Rio Grande do Sul államában (spanyol települések már korábban is voltak a mai állam területén – az ún. Sete Povos das Missões). 1751-ben a települést községgé nyilvánították, 1760-ban pedig az újonnan alapított São Pedro do Rio Grande do Sul kapitányságának székhelye lett (korábban Santa Catarina kapitányságához tartozott), vagyis az állam első székhelyének tekinthető.
A spanyolok meg akarták állítani a portugál terjeszkedést és számos alkalommal harcoltak a portugálokkal a föld birtoklásáért. 1763-ban Pedro de Cevallos vezetésével a spanyolok elfoglalták Rio Grandet, a hely elnéptelenedett, a lakosság északra menekült, az állam székhelyét pedig Viamãoba helyezték át. A spanyolok kiverése (1776) és a portugál fennhatóság megerősítése (San Ildefonso-i szerződés, 1777) után a települést újjáépítették és 1811-ben ismét községi rangra emelték, székhelyét pedig 1835-ben várossá nyilvánították. A 19. század elején fontos gazdasági központ volt; kikötője nagy forgalmat bonyolított le, kereskedelmi leányvállalatok alakultak. A város infrastruktúráját fejlesztették, új létesítmények és parkok épültek, a községet átszervezték.
A Farroupilha-felkelés alatt, 1835–1845 között Rio Grande ismét az állam fővárosa volt, ugyanis Porto Alegret a lázadók fenyegették. A farrapók 1836-ban Rio Grandet és a szomszédos São José do Nortet is el akarták foglalni, de a városok a császár pártján maradtak és ellenálltak a lázadóknak. A 19. század második felében a város tovább fejlődött; új temető, piac, könyvtár létesült, napilapot alapítottak, új templomokat építettek, az utcákat korszerűsítésették és burkolták, bevezették a gázvilágítást. 1865-ben, a paraguayi háború kitörésével a város védműveit megerősítették, és II. Péter brazil császár is itt tartózkodott néhány napig. 1884-ben megjelent a villamos, továbbá megnyílt a Rio Grande–Bagé vasútvonal, mely a kikötőbe szállította a községek terményeit; a város pályaudvara máig eredeti állapotában maradt fenn. 1927-ben Porto Alegre–Rio Grande útvonalon létesült Brazília legelső menetrendszerű repülőjárata (lásd: Varig).

## Leírása
Székhelye Rio Grande, további kerületei Ilha dos Marinheiros, Povo Novo, Quinta, Taim. Főként iparvárosként jellemezhető, számos nemzeti és nemzetközi vállalatnak van itt székhelye, kikötője nagy forgalmat bonyolít le. Része az Aglomeração Urbana do Sul városi agglomerációnak, melynek további tagjai Arroio do Padre, Capão do Leão, Pelotas, São José do Norte, és mintegy 650 000 lakos él a területén.
Területe homokos; 220 kilométer hosszú Atlanti-parti strandja (Praia do Cassino) a világ leghosszabbja. Éghajlata nedves szubtrópusi, tengerszint feletti magassága 2 méter. Az állam legrégibb portugál alapítású települése; számos 19. századi épület és műemlék látható a városközpontban. 1755-ben épült, Szent Péternek szentelt katedrálisa az állam legrégibb portugál temploma.

## Képek

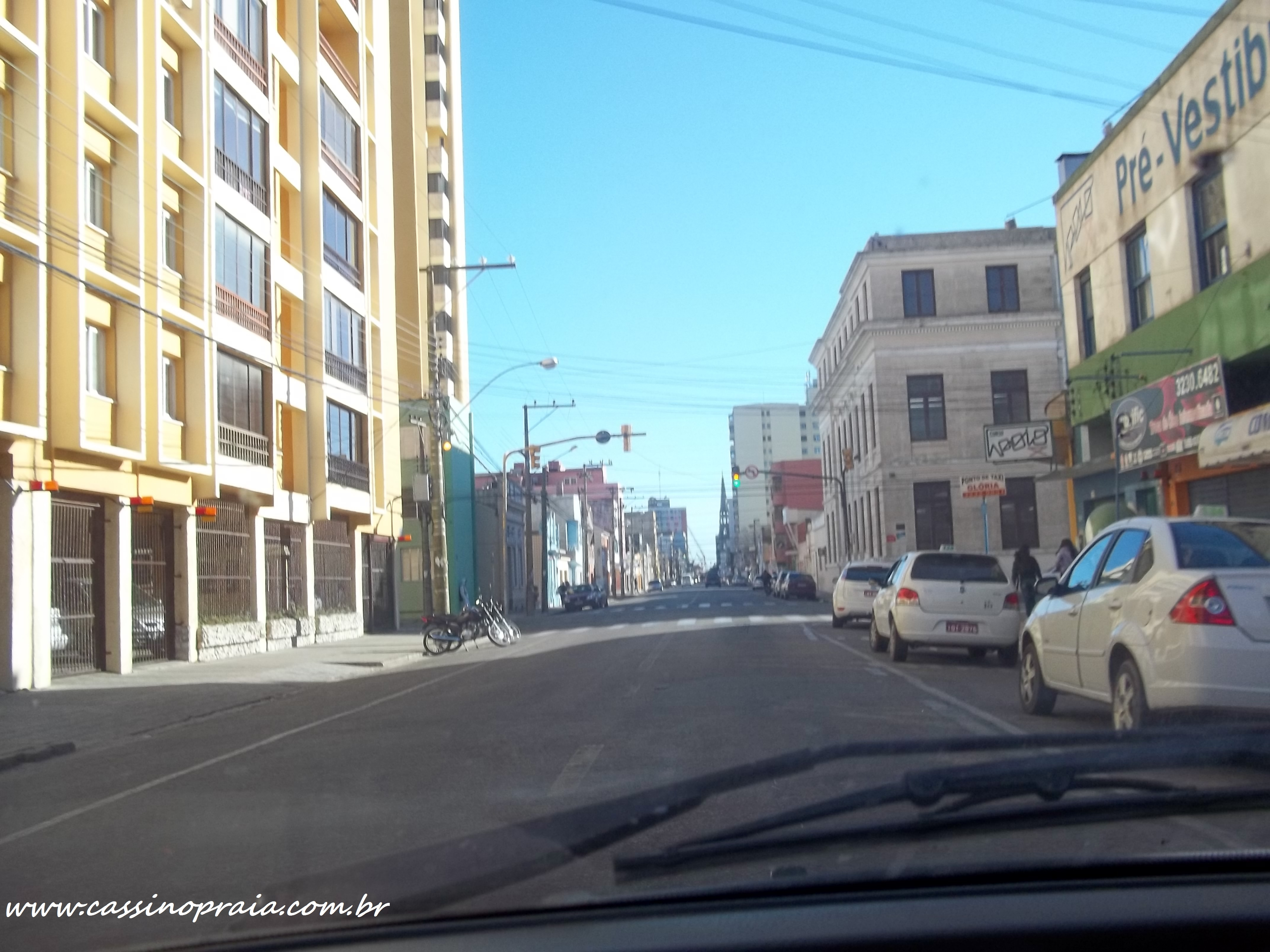
Városközpont
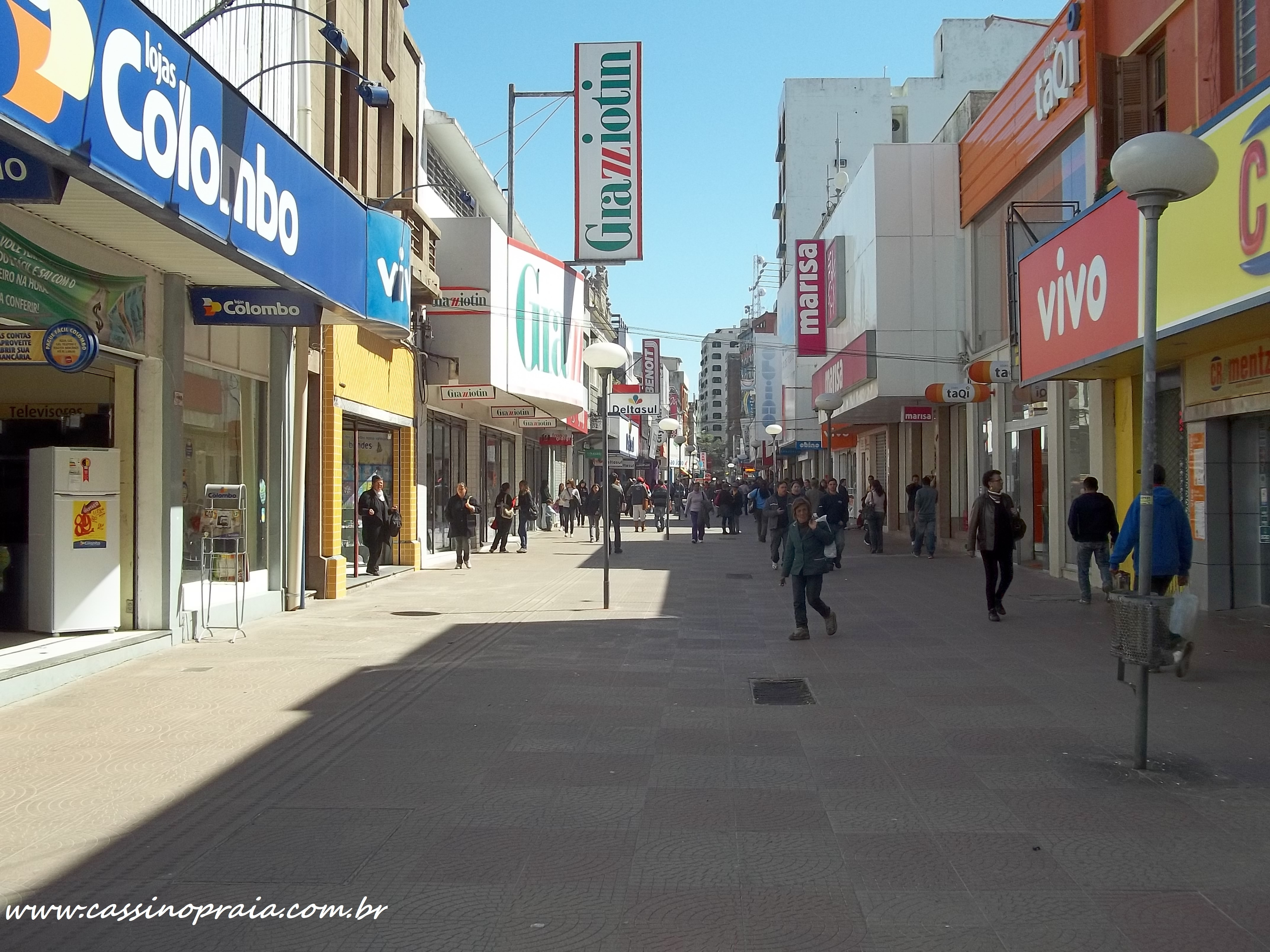
Calçadao, a város kereskedelmi központja
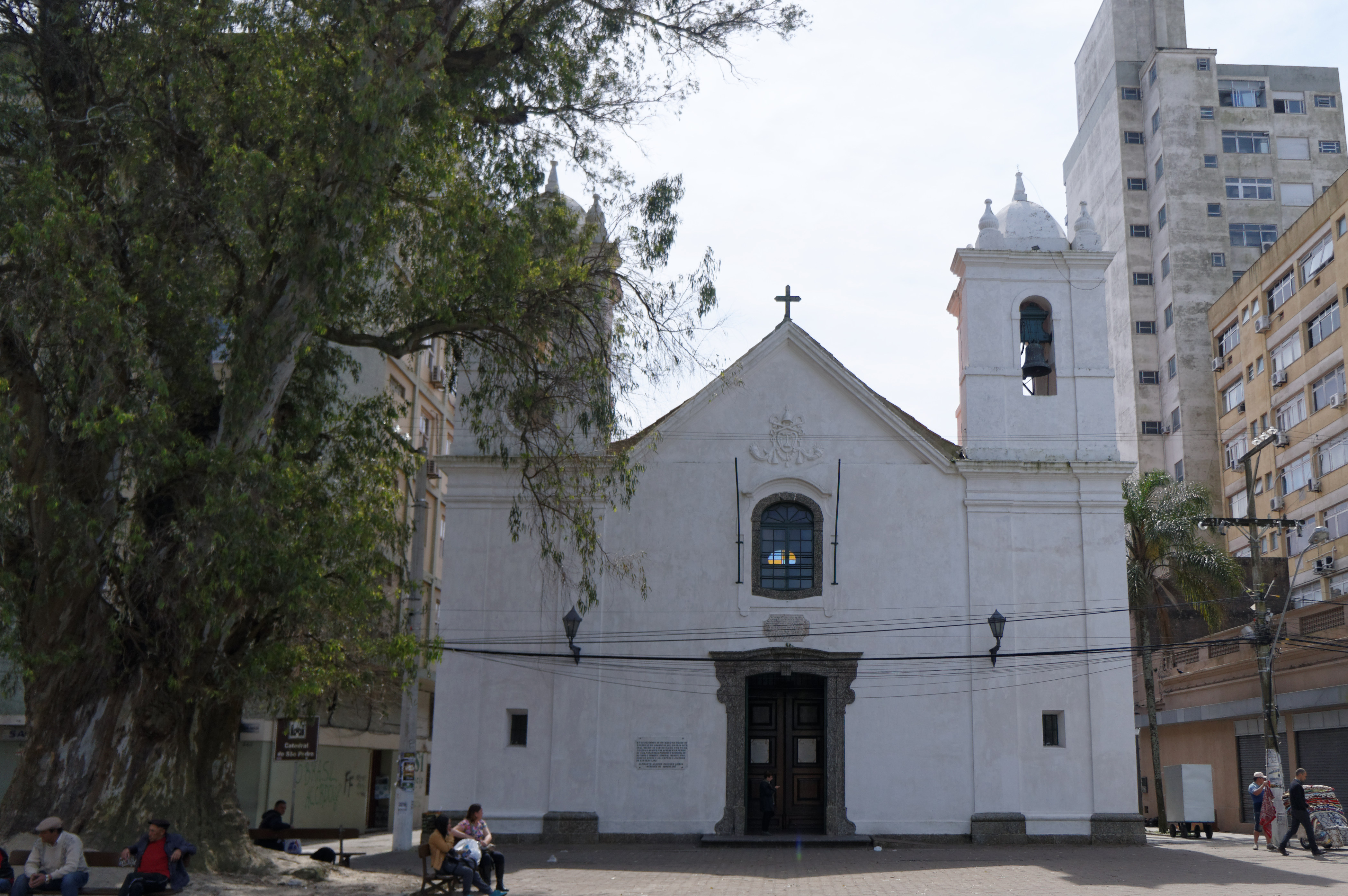
Szent Péter katedrális
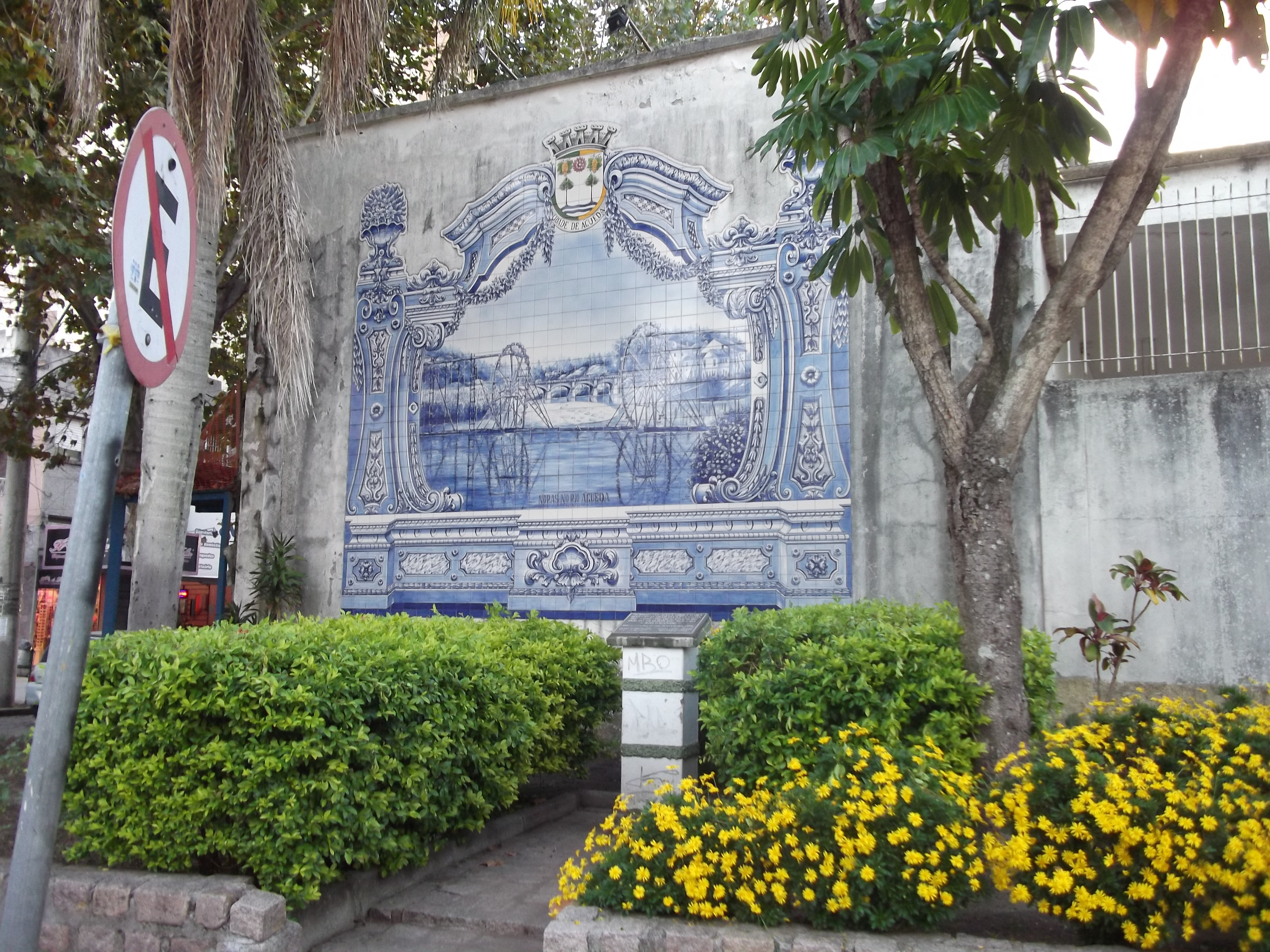
Azulejo csempék
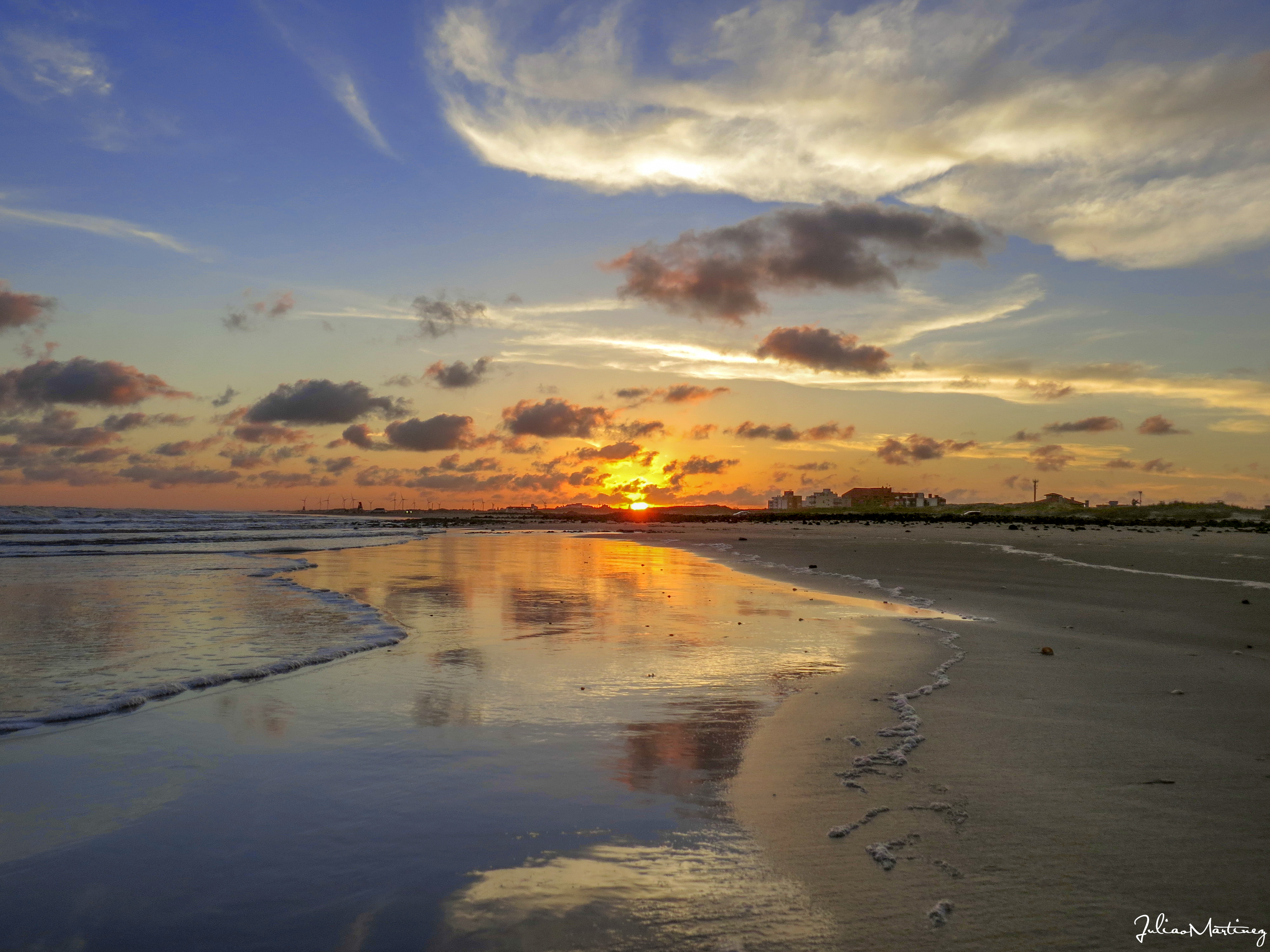
Praia do Cassino strand